# Young Harry Houdini
Young Harry Houdini is een biografische televisiefilm uit 1987 die werd geproduceerd door Walt Disney. De film werd geregisseerd, geschreven en geproduceerd door James Orr. Wil Wheaton, die destijds bekend was van zijn rol in Stand by Me, en Kerri Green, die eerder te zien was in The Goonies, hebben de hoofdrollen in de film. Ook Jeffrey DeMunn, Barry Corbin en José Ferrer hebben rollen in de film.
De film vertelt het verhaal van Harry Houdini's vroegere leven, toen hij door zijn vader werd aangemoedigd op te groeien als normale jongen, terwijl hij zijn leven aan de magie wilde wijden. Uiteindelijk loopt hij weg om bekend te worden.